# Gred AntiVirus アクセラレータ
gred AntiVirus アクセラレータ（gred AntiVirus Accelerator）は、アメリカ合衆国のセキュリティ企業であるイミュネット(Immunet)社のウイルス対策ソフト『Immunet Protect(イミュネットプロテクト)』を日本語化したものである。
日本語化および配布を行っているのは、日本のセキュリティ関連企業の株式会社セキュアブレインであった。2017年4月30日をもって、無料版を含み配布が停止された。

## 概要
このソフトは、セキュアブレインによって無償で配布されている。通常のセキュリティソフトと違い、他のセキュリティソフトと併用することができ、開発元のセキュアブレインも公式ホームページ上でそれを推奨している。併用することにより、相乗効果的なマルウェア検出率の向上が期待できる。。
クラウド上のマルウェア情報を利用してスキャンを行うため、パターンファイル（定義ファイル、データファイルなどともいう）の更新が不要である。加えて、このソフト自体がマルウェアを検出できたか否かに関わらず、ユーザーが併用しているセキュリティソフトのマルウェア検出情報をも読み取ってクラウド上に送信する。それによって、以後このソフトがインストールされた全てのコンピューターにおいて同マルウェアが検出された場合には、クラウドで学習した検出情報が用いられて処理するようになる。ユーザー数が増え、クラウドへの情報の蓄積が繰り返されるごとにこのソフトの性能が向上していくとされる。
なお共存はFreeに限るとされている。インストールする際、その旨が表示される。
セキュアブレインは、2014年6月30日をもって有料版（gred アンチウイルス アクセラレータ Plus）の販売を終了した。Free版についても、2017年4月30日をもって配布が停止され、同9月30日にはサポートが停止される予定となっている。